# Luděk Kopřiva

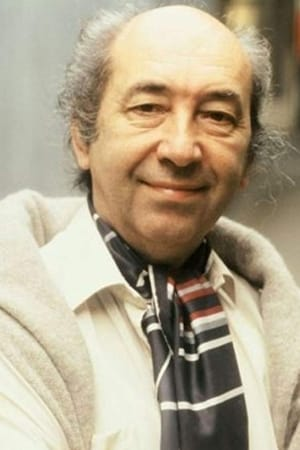
Luděk Kopřiva

Luděk Kopřiva (* 19. Juni 1924 in Prag; † 2. Oktober 2004 ebenda) war ein tschechischer Schauspieler.
Er war vor allem als Darsteller vieler tschechoslowakischer Kinderserien auch beim deutschen Fernsehpublikum bekannt.
Kopřiva spielte in vielen Komödien als Charakterdarsteller. Sein letzter Film, eine Koproduktion, entstand im Jahr 1994. Zuletzt litt er unter der Parkinson-Krankheit und starb 2004 in seiner Geburtsstadt Prag.

## Filmografie (Serien)
- 1970: Ungewöhnliche Geschichten (Zaprásené histórie)
- 1970: Pan Tau
- 1974–79: Die Kriminalfälle des Majors Zeman (30 případů majora Zemana)
- 1979/81: Die Märchenbraut (Arabela)
- 1980: Luzie, der Schrecken der Straße (Lucie, postrach ulice)
- 1982/84: Der fliegende Ferdinand (Létající Čestmír)
- 1984: Der Wunschkindautomat (Bambinot)
- 1984: Der Zauberrabe Rumburak (Rumburak)
- 1985: Marktplatz der Sensationen
- 1987: Prinzessin Julia (O zatoulané princezne)
- 1988: Hamster im Nachthemd (Krecek v nocní kosili)
- 1988: Panoptikum der Stadt Prag (Panoptikum mesta prazského)
- 1992/93: Katja und die Gespenster (Kačenka a zase ta strašidla)